# ブレイニアック (DCコミックス)
ブレイニアック（英: Brainiac）は、DCコミックスの出版するアメリカン・コミックス『スーパーマン』に登場する架空のスーパーヴィラン。オットー・バインダーとアル・プラスティーノによって創造され、1958年のアクション・コミックス誌242号で初登場した。

## 人物
ブレイニアックは地球外生命体、アンドロイド、サイボーグ、ヒューマノイドなど様々な容姿で登場するが、最も人間に近い姿の場合は、緑色の肌・頭髪の無い頭部・機械の触手と共に描かれる。
知識と情報の収集を行動原理として、あらゆる物質を小型化する光線で生物や街そのものを博物館のようにサンプルとして保存する。そしてその情報の価値を高めるため、文明や種が滅亡するのを待つこと無く惑星そのものを破壊する。

## 歴史

### エイリアン・オブ・スティール
ブレイニアックは地球へ襲来するとパリ、ローマ、ロンドンなどの都市を縮小し収集していった。スーパーマンは奮闘するが倒すことができずメトロポリスへ戻る。その後メトロポリスも縮小されブレイニアックの宇宙船へと転送されてしまう。自身も縮小されてしまったスーパーマンは活路を見出そうと宇宙船内を調べる。そこでクリプトンの首都「カンドール」も収集されており、クリプトン人の生き残りがいることを知る。スーパーマンは地球の都市を元に戻すと、環境の異なるカンドールはそのまま持ち帰り保管することにした。
スーパーマンがタイムトラベルで爆発する以前のクリプトンを訪れた際、ジョー＝エルはクリプトンが爆発する直前に巨大ロケットを作り多くの人々と共に避難しようとしていた事実を知る。しかし、ブレイニアックが襲来し巨大ロケットもろとも消滅させていたのだった。また、レックス・ルーサーの研究でブレイニアックが異星の生命体ではなくコンピュータによって作られたアンドロイドであることが発覚する。

### プラネット・イーター
ブレイニアックは機械で構成された惑星を作り出す。その機械の惑星は自律したプログラムで動き、他の惑星を破壊し吸収して成長していくものだった。ブレイニアックは破壊されていく惑星を見て「住人を救うため」と都市を縮小し収集していく。しかしスーパーマンに倒され、機械の惑星の中心部へと突き落とされる。身動きの取れなくなったブレイニアックは新星爆発にぶつかり機械の惑星と共に自身の体も失う。宇宙空間を彷徨い再び機械の体を組み立て、金属の触手が付いた頭蓋骨型の宇宙船に乗り、再び地球へ襲来する。

## ドラマ
ヤング・スーパーマン (2001年-2011年)
演 - ジェームズ・マースターズ
シーズン5の第89話「クリプトンからの客」でセントラル・カンザスA&M大学の教授「ミルトン・ファイン教授」として登場した。
KRYPTON/クリプトン (2018年)
演 - ブレイク・リットソン

## アニメ

### テレビアニメ
スーパーマン (1996年-2000年)
声 - コーリー・バートン
ジャスティス・リーグ (2001年-2004年)
声 - コーリー・バートン
ジャスティス・リーグ・アンリミテッド (2004年-2006年)
声 - コーリー・バートン
第25話「Divided We Fall」でレックス・ルーサーと完全に融合した際にはクランシー・ブラウンが声を演じた。
バットマン:ブレイブ&ボールド (2008年-2011年)
声 - リチャード・マクグナグル
第57話「Battle of the Superheroes!」に登場。
ジャスティス・リーグ・アクション (2016年-2018年)
声 - ジョン・デ・ランシー

### 長編アニメ
スーパーマン:ブレイニアック・アタック (2006年)
声 - ランス・ヘンリクセン
スーパーマン:アンバウンド (2013年)
声 - ジョン・ノーブル
LEGO スーパー・ヒーローズ:ジャスティス・リーグ〈地球を救え!〉 (2016年)
声 - フィル・ラマール

## ゲーム
DCユニバースオンライン (2011年)
声 - コーリー・バートン
2011年に運営が開始された多人数参加型コンバットアクションオンラインゲーム(MMO)。
レゴ バットマン2 DCスーパーヒーロー (2012年)
声 - トロイ・ベイカー
インジャスティス 2 (2017年)
声 - ジェフリー・コムズ
プレイアブルキャラクターとして登場。
「Injustice 2 - Introducing Brainiac!」 - YouTube
レゴ®DCスーパーヴィランズ (2018年)
声 - コーリー・バートン